# Кулешов, Иван Васильевич
Иван Васильевич Кулешов (род. 29 ноября 1946) — советский борец вольного стиля, чемпион и призёр чемпионатов СССР, чемпион Европы, мастер спорта СССР международного класса, участник летних Олимпийских игр 1972 года в Мюнхене.

## Биография
Увлёкся борьбой в 1964 году. Участвовал в шести чемпионатах страны (1969—1974 годы). В 1967 году выполнил норматив мастера спорта СССР, а в 1969 году — мастера спорта СССР международного класса.
На Олимпиаде в Мюнхене Кулешов в первом круге победил по очкам монгола Мэгдийна Хойлогдоржа, а во втором канадца Эгона Бейлера за явным преимуществом. Затем он чисто проиграл болгарину Ивану Шавову и венгру Ласло Клинге и потерял возможность бороться за олимпийские медали.
В 1976 году оставил большой спорт. Работал тренером на Украине.

## Спортивные результаты
- Чемпионат СССР по вольной борьбе 1969 года — ;
- Чемпионат СССР по вольной борьбе 1971 года — ;
- Чемпионат СССР по вольной борьбе 1974 года — ;